# Ulrike Egelhaaf-Gaiser
Ulrike Egelhaaf-Gaiser (* 1. Juli 1967 in Sindelfingen) ist eine deutsche Klassische Philologin.

## Leben
Egelhaaf-Gaiser studierte nach einem Sprachstudium des Neugriechischen in Athen (1986–87) von 1987 bis 1994 Klassische Archäologie, Gräzistik und Latinistik an den Universitäten München und Tübingen. Sie war anschließend bis 1995 wissenschaftliche Mitarbeiterin an der Universität Tübingen, wurde 1998 promoviert und arbeitete bis 1999 an den Inscriptiones Graecae in der Berlin-Brandenburgischen Akademie der Wissenschaften. 1999–2005 war sie als wissenschaftliche Assistentin an der Universität Gießen tätig, wo ihr 2005 der Wolfgang-Mittermaier-Preis für Leistungen in der akademischen Lehre verliehen wurde. Im Dezember desselben Jahres wurde sie in der Klassischen Philologie habilitiert.
Seit dem 1. Januar 2006 leitete Egelhaaf-Gaiser ein Forschungsprojekt unter dem Titel „Die literarische Konstruktion adliger Identität. Sidonius Apollinaris und das Modell der Vergangenheit“ im Gießener Sonderforschungsbereich „Erinnerungskulturen“. Im Wintersemester 2006/2007 vertrat sie den Lehrstuhl von Dorothee Gall an der Universität Hamburg, ab Sommersemester 2007 beteiligte sie sich an der Lehrstuhlvertretung des Latinisten Siegmar Döpp an der Universität Göttingen, dessen Nachfolgerin sie schließlich ab April 2008 wurde.
Egelhaaf-Gaiser beschäftigt sich vorrangig mit der römischen Literatur der späten Republik sowie der frühen und mittleren Kaiserzeit unter kulturgeschichtlichen und -theoretischen Gesichtspunkten.

## Schriften (Auswahl)
- Kulträume im römischen Alltag. Das Isisbuch des Apuleius und der Ort von Religion im kaiserzeitlichen Rom. Dissertation Tübingen 1998. Franz Steiner Verlag, Stuttgart 2000, ISBN 978-3-515-07766-8.
- mit Alfred Schäfer: Religiöse Vereine in der römischen Antike – Untersuchungen zu Organisation, Ritual und Raumordnung. Mohr Siebeck Verlag, Tübingen 2002, ISBN 978-3-16-147771-3.
- Literarische Delikatessen. Konviviale Inszenierungen und Kommunikationsformen von Cicero bis Athenaios. Habilitationsschrift, Universität Gießen 2005.